# 高橋伯明
高橋 伯明（たかはし のりあき、1992年6月1日 - ）は、日本の俳優。
ジョビィキッズプロダクション所属。

## 主な出演

### 映画
- 釣りバカ日誌15 ハマちゃんに明日はない!?（2004年8月21日公開）
- 狼少女（2005年公開）
- 日本沈没（2006年7月15日公開）
- 天国は待ってくれる（2007年）
- MEMO（2007年） - 金子 役

### テレビドラマ
- 愛の劇場 うちはステップファミリ－（2005年、TBS）
- 菊次郎とさき（テレビ朝日）
- 女王の教室（2005年7月2日 - 9月17日、日本テレビ） - 地井圭次 役
- 演歌の女王 第3幕（2007年1月27日、日本テレビ）
- 3年B組金八先生（TBS） - 川瀬光也 役
  - 第8シリーズ（2007年10月11日 - 2008年3月20日）
  - 3年B組金八先生ファイナル〜『最後の贈る言葉』（2011年3月27日）
- ホカベン 第5話・第6話（2008年5月14日 - 21日、日本テレビ）

### CM
- ドラゴンクエストモンスターズ キャラバンハート
- イオン イオンお客様感謝デー

### 舞台
- 黄昏のメルヘン（2007年） - 守 役

### ポスター
- ヤマハ英語教室

### WEB
- 任天堂 任天堂DSえいご漬け

### プロモーションビデオ
- SMAP 友だちへ 〜Say What You Will〜（2005年1月19日）